# Jess Jodloman
Jess Jodloman (né en 1925) est un auteur de bande dessinée philippin surtout connu dans son pays pour sa série d'heroic fantasy Ramir, publiée de 1955 à 1957 et adaptée au cinéma, et aux États-Unis pour sa collaboration à différents titres d'heroic fantasy et d'horreur dans les années 1970.
Dessinateur réaliste minutieux inspiré par Harold Foster et Alex Raymond, Jodloman a inspiré de nombreux auteurs philippins, dont plusieurs sont comme lui allés travailler pour le marché américain dans les années 1970.